# Patí Català

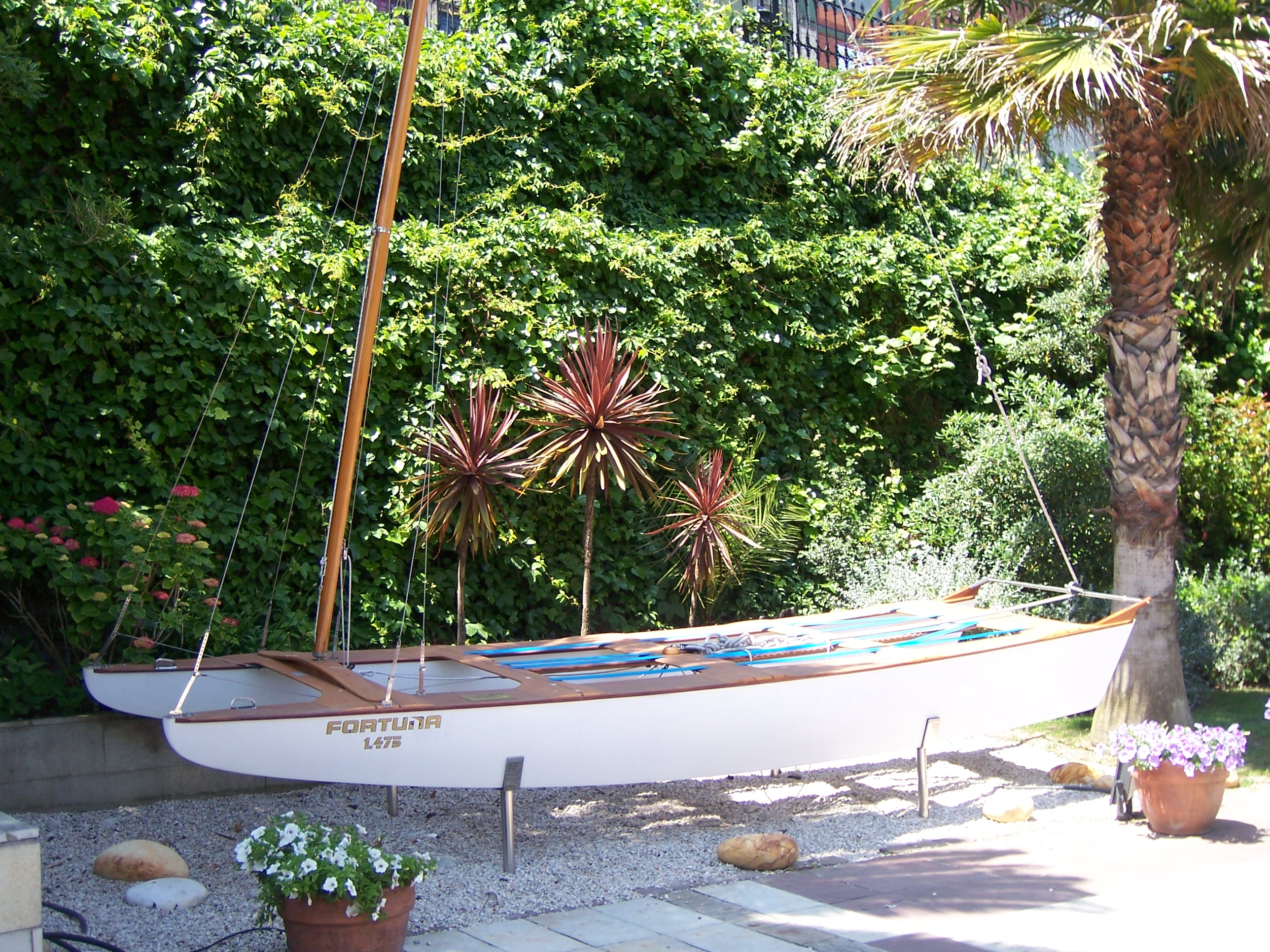
Patí a vela "Fortuna", varat al Real Club Astur de Regatas, construït el 1978 per al Rei d'Espanya Joan Carles I i que el monarca va regalar el 2011 al club asturià amb motiu del centenari de la seva fundació.

Patí de vela, també conegut com a patí català, és una classe monotipus d'embarcació de vela lleugera d'un sol tripulant. Caracteritzada per ser un catamarà d'una sola vela de tipus marconi sense botavara i la peculiaritat de no tenir timó ni orça. El govern de l'embarcació es realitza amb el moviment i distribució del pes del propi patró al llarg i ample de la coberta del vaixell i amb la escota, que mana la vela. Està especialment dissenyat per varar a la platja per la manca d'orça ni timó.

## Història
Dissenyat pels germans catalans Mongé el 1942, és el desenvolupament formal i avançat d'un artefacte que va néixer a les platjas de Badalona a principis de segle. Al principi no tenia vela i la propulsió es realitzava a rem, però era rudimentari i pesat. Posteriorment se li va afegir la vela. Finalment, els creadors definitius de la classe el van alleugerir i van afegir la barraescota d'acer, conformant l'embarcació exactament com la coneixem ara.
Després de reiterades modificacions fins a l'any 1943, quan adopta la definició de monotipus, serà conegut com a Patí a Vela i, amb el pas del temps, es coneixerà com a Patí Català. Les seves característiques bàsiques són les de catamarà i única embarcació que es governa sense orces ni timó; veles sense sables i absència de botavara. Un senzill vaixell de vela lleugera que es governa desplaçant el cos del tripulant sobre la longitud de la coberta. El que més crida l'atenció és la seva singularitat, perquè a tot el món no es coneix res semblant.
La història d'aquest singular vaixell, tan vinculada a l'existència de la costa catalana, està documentada i reconeguda en actes de junta de l'ADIPAV, cròniques d'historiadors, butlletins del Club Natació Barcelona i altres que reflecteixen acords referits al Patí a Vela.

## Característiques constructives
La seva estructura és de fusta, encara que també es fabriquen algunes unitats en fibra de vidre. Està formada per dos cascs o flotadors que compleixen la funció de plans anti-deriva. Els cascs estan units entre si per la coberta, composta de cinc bancades independents que aporten rigidesa al conjunt i serveixen de suport a l'aparell, així com de suport al propi patró.
Arbora un sol màstil d'alumini, la inclinació i rigidesa del qual poden ser variades durant la navegació mitjançant els estais i burdes practicables i un aparell conegut com a flexor respectivament. Aparella una vela triangular manipulada mitjançant una escota que llisca lliurement sobre la barraescota d'acer instal·lada totalment a popa de l'embarcació.
El punt de caçat dels caps de la maniobra se sol situar entre dues de les bancades 3a a 5a en una bateria de mecanismes anomenada "piano". A més dels caps que accionen estais, burdas i flexor, també es cacen en ell la drissa, que hissa la vela i la tensa al llarg del màstil, i un altre cap el funcionament del qual dona forma a una zona del pujament de la vela coneguda com a "cua d'ànec", el caçat o allargat del qual varia lleugerament però apreciablement la planitud i superfície veles.

## Flotes
Actualment, les flotes de patins a vela es reparteixen no només per Catalunya, Andalusia i València, sinó que arriben a les costes franceses, belgues i neerlandeses.
Classe Patí a Vela Andalusia: SAPAV
Classe Patí a Vela Bèlgica: NOSEPASA